# Olasz darócpók
Az olasz darócpók (Segestria florentina) a pókszabásúak (Arachnida) osztályába, ezen belül a pókok (Araneae) rendjébe és a darócpókfélék (Segestriidae) családjába tartozó faj.

## Előfordulása
Európa mediterrán térségében honos, de már Angliában, Argentínában és Ausztráliában is megtalálható.

## Megjelenése
A hím testhossza 10-15 milliméter, nőstényé 13-22 milliméter.
|  |